# 行徳
行徳（ぎょうとく）は、千葉県市川市の南部、江戸川放水路以南の地域名である。昭和中期までは市川市南部に加えて浦安市の元町地区（当代島・北栄・猫実・堀江・富士見）と船橋市沿岸部及び東京都江戸川区東篠崎を指す本行徳を中心とした広域地名でもあった。現在では、一般的に旧東葛飾郡行徳町の江戸川放水路以南、旧南行徳町の全域を指して使われる。江戸時代には製塩が盛んに行われ（行徳塩田）、生産された塩は舟で大消費地の江戸に運ばれた。
現在では市川市の区域の一部であるが、これは昭和30年代の合併によるものであり、地理的にも市川市の行政の中心である八幡（やわた）地区や商業の中心である市川地区（JR総武線と京成本線の沿線）とは幅約100 - 200メートルの江戸川放水路によって隔てられていて、東京23区方面と船橋市方面を結ぶ東京メトロ東西線が通り、地続きで最近では地域性も似通ってきている浦安市との関係が深い。タウン誌や不動産広告などでは「浦安・行徳地区」という地域区分がよく見受けられる。

## 沿革
- 江戸時代、大津波が行徳を襲ったという話がある（ただし、当時の記録によれば、その多くは台風の直撃などにより発生した江戸川の決壊による洪水及び江戸内海（江戸湾）の高潮（しかも同時に襲う事も珍しくなかったという）であったと見られる。寺院の節も参照のこと）。
- 1889年（明治22年） - 伊勢宿、関ヶ島など16村が合併し東葛飾郡行徳町が誕生、新井、欠真間など5村が合併し東葛飾郡南行徳村が誕生する。
- 1937年（昭和12年） - 南行徳村が南行徳町となる。
- 1955年（昭和30年） - 行徳町が市川市に合併。
- 1956年（昭和31年） - 南行徳町が市川市に合併。

## 行徳塩田
行徳では、かつて製塩を行う農家が多く行徳塩田と呼ばれた（ただし、現在の「行徳」とは一致せず、浦安や船橋の塩田も含まれている）。製塩は天候の影響を受けやすく、収入が不安定なため、副業として小規模な塩田を所有する農家が多かったという。
行徳での塩の生産は戦国時代には行われていたが、徳川家康は万が一の際に江戸城が必要とする塩を確保するために行徳塩田を保護した。以後、江戸幕府は塩田の保護とともに江戸と行徳を結ぶ街道や水路の整備を行った。
江戸時代後期には十州塩などの下り塩の江戸流入によって行徳の塩は脅かされたものの、北関東などに販路を広げることで活路を見出し、明治以後には製塩の近代化も進められた。だが、塩の専売化に伴う生産調整や高潮・水害の影響もあって衰退し、最後まで残った塩田も戦後のキティ台風に伴う高潮によって廃止を余儀なくされた。

## 工業地帯・ベッドタウンへの変貌
明治時代、総武線を行徳に通す計画があったものの、漁民や、対岸に船を出す船頭たちの反対により消滅した。これにより総武線は北の市川を通ることとなり、行徳は徐々に寂れていく。大正2年（1913年）には東葛人車鉄道が行徳まで延伸開業したが、わずか5年で廃線となった。
大正8年（1919年）に江戸川放水路が開削される。これにより行徳町が分断され、さらに寂れていった。
昭和34年（1959年）から海面の埋め立て事業が始まり、昭和40年（1965年）からの第三次埋め立て事業で約16万平米の埋め立てが完成し、ほぼ現在の行徳地域の姿が出来上がった。この埋め立て地に多数の工場や倉庫などが誘致された。
昭和44年（1969年）に営団地下鉄東西線（現・東京メトロ東西線）の行徳駅が開業し、鉄道がない地域のため「陸の孤島」と言われた行徳地区が変貌し始める。昭和48年（1973年）から土地区画整理事業による宅地開発が行われ、東京都心へのアクセスがよい割に安価なベッドタウンとして発展する。人口増に合わせて昭和56年（1981年）には営団東西線南行徳駅が開業した。
唯一開発から取り残された江戸川放水路西岸の妙典地区は宅地もまばらで、茫洋としたススキやアシが生い茂る原が目立っていた。平成12年（2000年）に土地区画整理事業が完成して大規模マンションやショッピングセンターが建ち並ぶようになり、これに合わせて同年、営団東西線妙典駅が開業した。
現在の行徳地区の面積は12.56平方キロメートル、居住人口（夜間人口）は15万5000人ほどで、人口密度は千葉県で2番目に高いとされる市川市平均の1.5倍（約12000人/平方km）ということもあり、駅前駐輪問題の背景にもなっている。
国際化も著しい。

## 漁業と自然
漁業も行徳の伝統産業である。江戸時代にはバカガイがたくさん獲れたことから、「馬鹿で人擦れがしている」という意味で「行徳の俎」という言葉が生まれ、夏目漱石の『吾輩は猫である』にも登場する。
高度経済成長期には水質の汚濁や埋め立てによって漁獲量が激減したが、現在でも三番瀬において主に海苔の養殖とアサリ漁が行なわれている。ただし三番瀬埋め立て計画や第二東京湾岸道路建設計画があり、今なお行徳の漁業は存続の危機に立たされているといってもよい。
市川市新浜には行徳近郊緑地特別保全地区があり、宮内庁新浜鴨場と「市川野鳥の楽園」がある。新浜鴨場にて皇太子徳仁親王が小和田雅子に求婚した。
本行徳の江戸川第一終末処理場予定地には、20年以上に渡って大量に投棄された残土の山がある。市川市当局が1980年に「土砂等による土地の埋設、盛り土及び堆積の規制条例」いわゆる残土条例を制定し、土砂などを2.5m以上に積み上げるなら市の許可が要るようにしていたが、江戸川区に本店を置く残土運搬業者が市川市の再三に渡る指導を無視し、地権者にも無許可で搬入を続けた。高さは40m近くに達し、皮肉を込めて「行徳富士」と呼ばれている。今日では植物に覆われ、自然の山のような外観になっている。なお、里見公園内に「市川市最高標高地点（標高 30.1ｍ）」の標柱があるが、「行徳富士」はさらに9メートルほど高く、事実上市川市の最高地点と目される。
周辺住宅への砂塵公害の原因にもなっており、市は廃棄業者に残土の撤去と損害賠償を求め、裁判で勝訴したが、業者はこれに応じていない。このため2007年に市と地権者は差し押さえられた残土を買い取ることで問題の解決を進めている。しかし、残土には鉄骨鉄筋や石臼、タイル、茶碗などの欠片までもが混じっていて、撤去に関しても課題が残る。

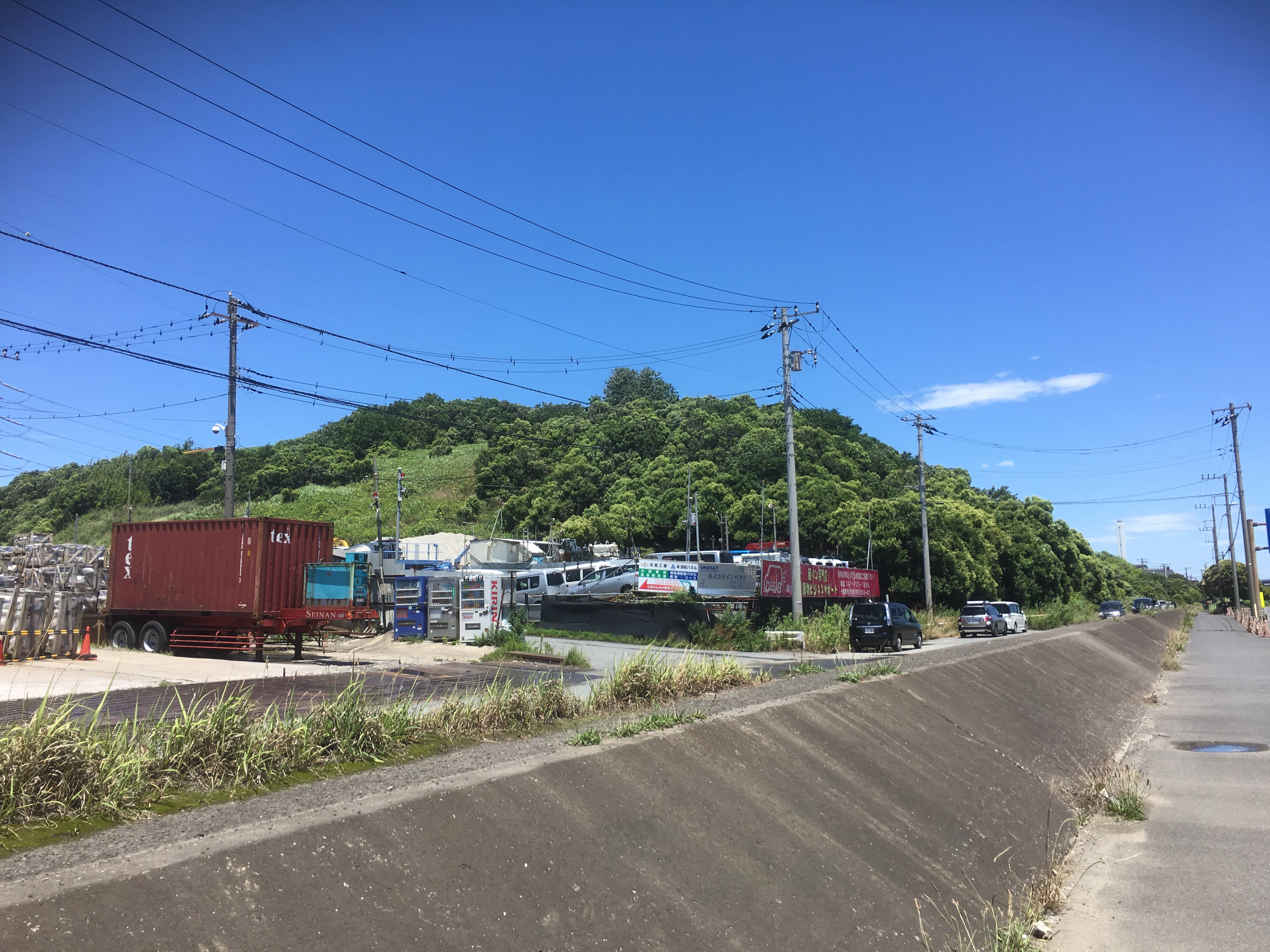
「行徳富士」

## 寺院
行徳地区には寺院が多く、寺町通りという名のついた通りがあるほどである。古くは「行徳千軒寺百軒」ともいわれた。昔、当時は地続きだった中山の法華経寺から巡礼が組まれていた。ここから成田山を目指すわけであるが、面倒になってここでお参りをすませ、江戸へもどってしまうものもいたという。現在では一部の寺は廃寺になったり、霊園になったりしているが、未だに多くが残り、大晦日の夜にはいろいろな方向から音の異なる除夜の鐘の音が聞こえてくる。しかし行徳の寺院の中には何回かの大津波によって過去帳が流されてしまって、先祖が分からない寺院がある（光林寺）。
徳願寺という寺では円山応挙が現本行徳の笹やうどん（市川市重要文化財指定）の近くの宿で見たという幽霊の絵が保存されており、おりにふれて公開されている。

## 行徳札所
行徳には寺院が多いことから、昔より、札所が組まれている。
- 徳願寺
- 行徳山金剛院（廃寺）
  - 現在は市川市二俣の福泉寺が二番札所。
- 長松寺
- 自性院
- 大徳寺
- 浄林寺
  - 廃寺で、どこにあったのかも不明
- 正源寺
- 養福院
- 竜厳寺
  - 元は江戸川放水路内にあり、工事とともに移転。
- 福王寺
- 了極寺
  - 高谷にある。
- 安養寺
  - 高谷にある。
- 法泉寺
- 法善寺
- 浄閑寺
- 信楽寺
- 教善寺
  - 現在は、合併して、教信寺
- 宝性寺
- 徳蔵寺
- 清岸寺
- 光林寺
- 法伝寺
- 円明院
- 善照寺
- 源心寺
- 了善寺
- 新井寺
- 延命寺
- 善福寺

- - ここから浦安市猫実に入る
- 花蔵院
- 東学寺
- 宝城院
- 大蓮寺

## 地名の由来と定義
行徳の名の由来は、16世紀に今で言う東京都江戸川区東篠崎町辺りに神社を建てた金海法印という山伏の別称である。
江戸時代の「行徳領」は、浦安、市川、船橋の一部も含んでいた。現在において最も広義に「行徳」という場合、かつての葛飾郡南部（南葛飾郡）である東京都江戸川区葛西から浦安を経て行徳地区までの範囲となる。

## 地名と駅名
既述の通り、旧来の行徳町と南行徳町が市川市に合併したもので、現在の市川市行徳地区はそれに由来するものであるが、地下鉄東西線に行徳駅のみならず南行徳駅が開業したことにより、現在「南行徳」という呼び名は、新住民にとって旧南行徳町ではなく南行徳駅周辺を指すという地名の定義のずれが生じている。これは「行徳」も同様である。

## 備考
- 日本の姓にも「行徳」というのが存在する。(Jリーグ・FC岐阜元監督の行徳浩二など)
- 行徳物語という本が出版されている（発行　市川新聞社）。